# Mink Records

Mink Records is een onafhankelijk platenlabel uit Den Haag dat in 2016 werd opgericht door Marieke McKenna.

## Achtergrond
Mink Records werd opgericht met als visie het verbinden van muziek scenes in Nederland en het Verenigd Koninkrijk, het bieden van een platform voor muziek binnen de minder commerciëlere genres in Nederland en het samenbrengen van mensen middels live avonden.
Het label richt zich op het ontwikkelen van talent en werkt dan ook voornamelijk samen met jonge artiesten. Deze artiesten bevinden zich zowel in Nederland als Schotland.
Live avonden zijn een belangrijk onderdeel van van de activiteiten van Mink Records; 'Mink attributes an importance to live as well as recorded music – treasuring the community building up around these nocturnal gatherings'. Deze vinden regelmatig plaats in Amsterdam, Den Haag, Rotterdam, Londen en Glasgow.
In mei 2018 tekende Mink Records een distributie deal met [PIAS].
In oktober 2018 werd Mink Records genomineerd voor de prijs 'Beste Haagse Muziek Initiatief'.

## Artiesten
- Pitou
- Torii (band)
- The Visual
- The Hazzah
- Moon Tapes
- Boka de Banjul
- The Mighty Breaks
- Avocet
- The Stangs